# Karl II. (Mecklenburg)

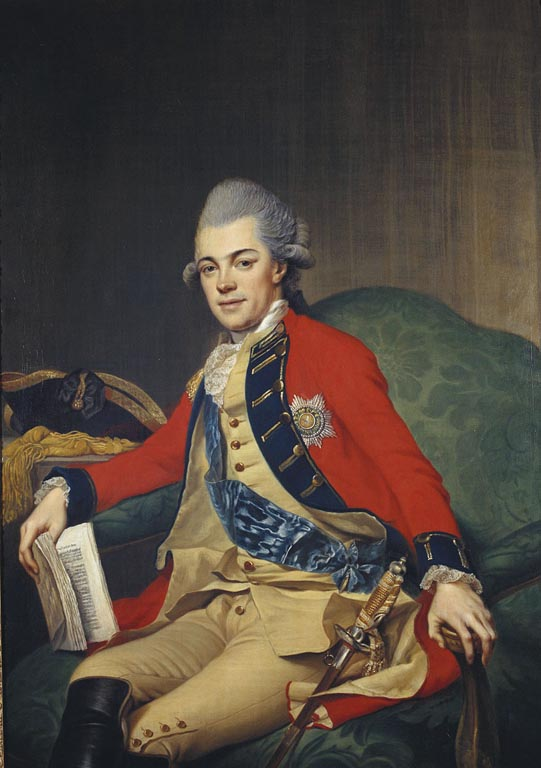
Karl als Erbprinz. Porträt von Johann Georg Ziesenis d. J. (1770), Royal Collection

Karl II., Herzog zu Mecklenburg [-Strelitz] (* 10. Oktober 1741 in Mirow; † 6. November 1816 in Neustrelitz; vollständiger Name Karl Ludwig Friedrich, auch Carl) war ab 1794 als (regierender) Herzog zu Mecklenburg, ab 28. Juni 1815 als Großherzog von Mecklenburg im Landesteil Mecklenburg-Strelitz.

## Leben

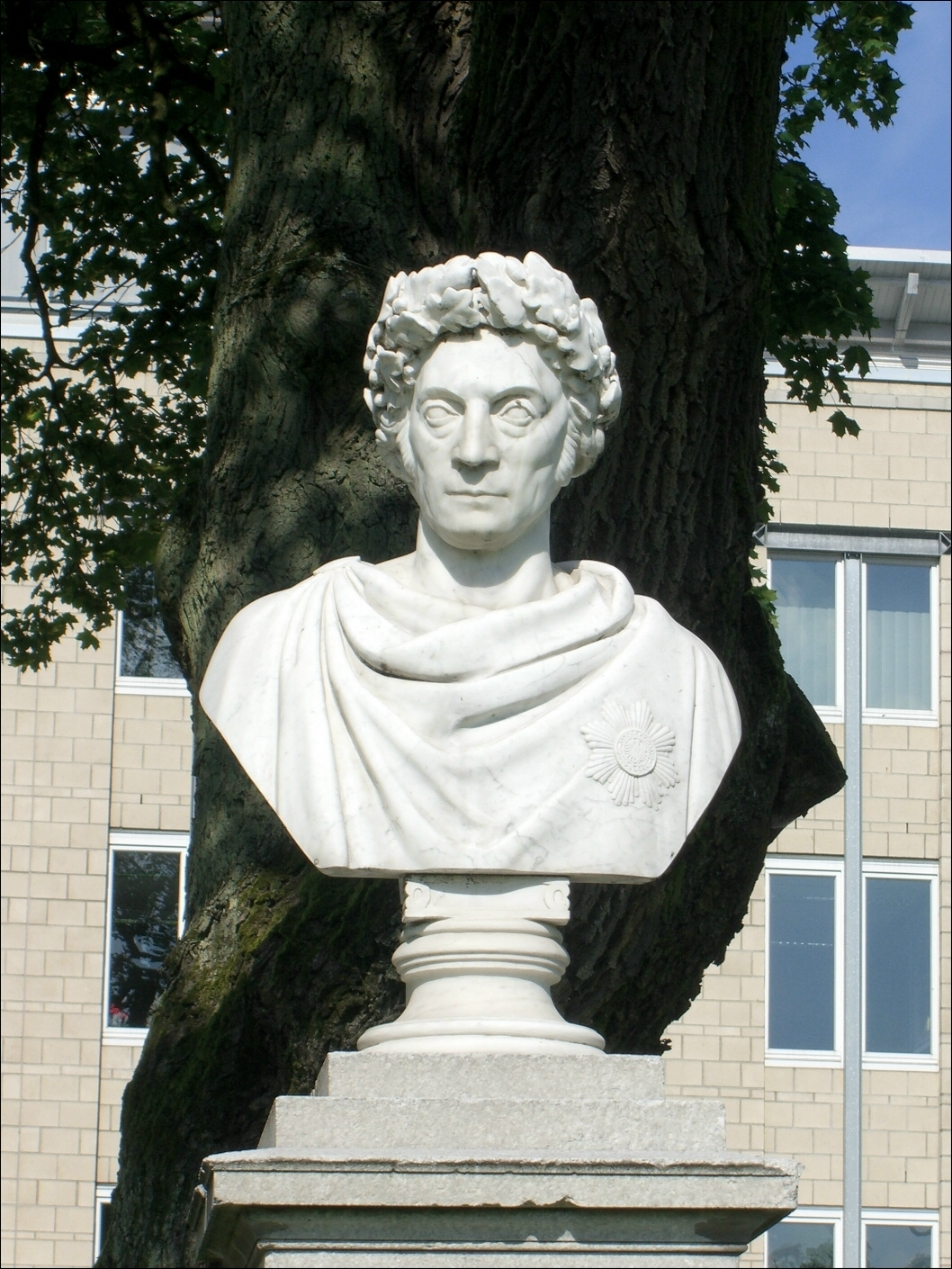
Karl II., Marmorbüste am Friedrich-Wilhelm-Buttel-Platz in Neustrelitz

Herzog Karl war der zweite Sohn und das sechste Kind des in Mirow apanagierten Herzogs (Prinzen) Karl (Ludwig Friedrich) aus einer Nebenlinie des herzoglichen Hauses Mecklenburg-Strelitz und dessen Ehefrau Elisabeth Albertine, geb. Prinzessin von Sachsen-Hildburghausen. Unter seinem Schwager, dem englischen König Georg III., diente er früh in der hannoverschen Armee und nahm in dieser am Kampf Graf Wilhelms zu Schaumburg-Lippe zugunsten Portugals gegen Spanien (1763/64) teil. 1776 wurde er Gouverneur von Hannover, Kommandeur der Fußgarde und Generalleutnant mit der Würde eines „Generals en chef der Infanterie“ (später eines Feldmarschalls).
Nachdem sein Onkel Adolf Friedrich III., regierender Herzog im (Teil-)Herzogtum Mecklenburg-Strelitz, im Jahre 1752 ohne männliche Nachfahren verstorben war, ging der Strelitzsche Thron zunächst an Karls älteren Bruder Adolf Friedrich IV. und nach dessen Tod im Jahre 1794 an Karl, der seit 1752 Erbprinz von Mecklenburg-Strelitz war und den Landsteil bis zu seinem Tod als Karl II. regierte.
Karl II. nahm zügig Verwaltungsreformen in seinem Landesteil in Angriff. Er reduzierte die Anzahl von Amtsbezirken, förderte den Landbau, stellte eine Polizei auf, gründete 1812 eine Medizinalbehörde und führte die Schulpflicht ein. 1806 trat sein Land dem Rheinbund bei. Besondere Verdienste erwarb sich Karl II. um die Freimaurer-Bewegung in Mecklenburg. Er war (nach 1770) Mitglied der Großen Landesloge von Deutschland und ab 31. Oktober 1815 Protektor der neu entstandenen St. Johannis-Loge „Zum Friedensbunde“ in Neubrandenburg.
Ins Blickfeld preußisch-deutscher Geschichte geriet Karl II., als seine Tochter, die preußische Königin Luise, im Sommer 1810 während eines seltenen Familienbesuchs auf seinem Sommersitz in Schloss Hohenzieritz schwer erkrankte und nach mehrwöchigem Krankenlager starb.
Auf dem Wiener Kongress empfing er 1815 gemeinsam mit dem Regenten des Landesteils Mecklenburg-Schwerin eine Titelerhöhung zum Großherzog von Mecklenburg.

## Familie
Karl heiratete am 18. September 1768 in Darmstadt Friederike (Caroline Luise), Prinzessin von Hessen-Darmstadt (* 20. August 1752; † 22. Mai 1782), eine Tochter des Prinzen Georg Wilhelm von Hessen-Darmstadt, mit der er zehn Kinder hatte:
- Charlotte (Georgine Luise) (* 17. November 1769; † 14. Mai 1818), ⚭ 3. September 1785 Friedrich, Herzog von Sachsen-Hildburghausen (* 29. April 1763; † 29. September 1834)
- Karoline (Auguste) (* 17. Februar 1771; † 11. Januar 1773)
- Georg (Karl Friedrich) (* 4. März 1772; † 21. Mai 1773)
- Therese (Mathilde Amalia) (* 5. April 1773; † 12. Februar 1839), ⚭ 25. Mai 1789 Karl Alexander, Fürst v. Thurn und Taxis (* 22. Februar 1770; † 15. Juli 1827)
- Friedrich (Georg Karl) (* 1. September 1774; † 5. November 1774)
- Luise (Auguste Wilhelmine Amalie) (* 10. März 1776; † 19. Juli 1810), ⚭ 24. Dezember 1793 den späteren König Friedrich Wilhelm III. von Preußen
- Friederike (Karoline Sophie) (* 2. März 1778; † 29. Juni 1841), Prinzessin von Preußen, Königin von Hannover
- Georg (Friedrich Karl), Großherzog von Mecklenburg [-Strelitz] (* 12. August 1779; † 6. September 1860), ⚭ 12. August 1817 Marie (* 21. Januar 1796; † 30. Dezember 1880), Tochter des Landgrafen Friedrich III. von Hessen-Kassel
- Friedrich (Karl Ferdinand) (* 7. Januar 1781; † 24. März 1783)
- Augusta Albertina (* 19. Mai 1782; † 20. Mai 1782)

Nach dem Tod seiner ersten Frau (1782) heiratete Karl am 28. September 1784 in Darmstadt deren Schwester Charlotte (Wilhelmine Christiane Marie) (1755–1785), die am 12. Dezember 1785 an den Folgen der Geburt des Sohnes starb.
- Karl (Friedrich August) (* 30. November 1785; † 21. September 1837)